# SN 1998bw

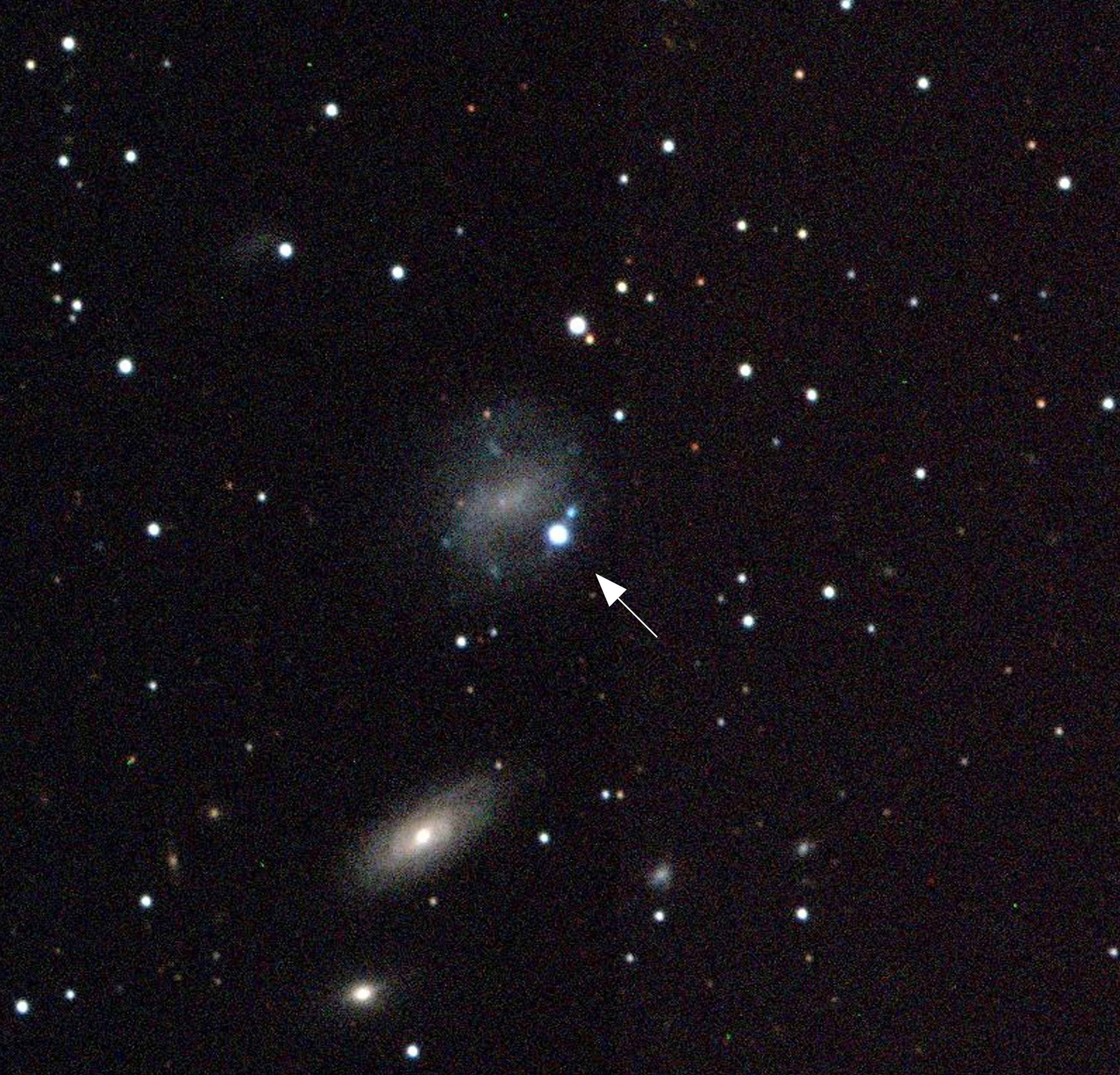
Hypernovan SN 1998bw fotograferad av La Silla-observatoriet.

SN 1998bw var en supernova som upptäcktes den 26 april 1998 i Kikarens stjärnbild i spiralgalaxen ESO 184-G82. Vissa astronomer anger att den är ett exempel på en kollapsar. Supernovan har kopplats till GRB 980425, som upptäcktes 25 april 1998, vilket var första gången som gammastrålning kopplats till en supernova.